# 3,3-dimethyl-1-buteen
3,3-dimethyl-1-buteen is een vertakte onverzadigde koolwaterstof met als structuurformule CH2=CH-C(CH3)3. Het is een vertakt alfa-alkeen, met de dubbele binding tussen het eerste en het tweede koolstofatoom. Het is een isomeer van hexeen. De stof wordt ook aangeduid als neohexeen. Het voorvoegsel neo- slaat op de terminale groep -C(CH3)3.

## Eigenschappen
De stof komt voor als een licht ontvlambare, heldere, kleurloze vloeistof. De damp is zwaarder dan lucht en kan een explosief mengsel vormen met lucht. De damp kan ernstige irritatie aan de ogen veroorzaken. Het inademen van de damp kan irritatie van de luchtwegen veroorzaken.

## Synthese
Neohexeen kan men produceren door alkeenmetathese van β-di-isobutyleen met ethyleen. β-di-isobutyleen is het dimeer van isobuteen. Het nevenproduct van de alkeenmetathese is isobuteen, dat in het proces gerecycleerd wordt.
In 2009 is een octrooi verleend voor een nieuwe productiemethode, waarin neohexeen in één stap uit isobuteen wordt geproduceerd. De reactie gebeurt met een specifieke wolfraamkatalysator aangebracht op een drager op basis van aluminiumoxide.

## Toepassingen
Neohexeen is een verbinding met een hoog octaangetal en een relatief lage dampspanning. Het RON (Research Octane Number) van neohexeen is 111,7. Neohexeen is daarom bruikbaar als additief in benzine.
Neohexeen is tevens een tussenproduct bij de synthese van Tonalide, een synthetische muskusgeurstof., en van terbinafine, een schimmeldodend middel